# Fatin Rüştü Zorlu
Fatin Rüştü Zorlu (1910 - Imrali, 16 de septiembre de 1961) fue un político y diplomático turco.
Zorlu estudió en el Liceo Galatasaray de Estambul. Se licenció en Leyes en la Universidad de Ginebra y amplió estudios en la Escuela de Finanzas y Ciencias Políticas de París.
Inició su carrera política incorporándose al movimiento de los Jóvenes Turcos. En 1932 se incorporó al Ministerio de Asuntos Exteriores, interviniendo en 1934 como delegado de Turquía en la Conferencia de Desarme, que se desarrolló en Ginebra. En 1938 participó en la Sociedad de las Naciones.
En 1939 fue destinado a la embajada en Francia, como primer sercretario de la misma. Posteriormente pasó a las de la Unión Soviética y el Líbano. En 1946 regresó a Turquía, ostentando el cargo de Director de Economía y Comercio en el Ministerio de Asuntos Exteriores. En 1947 fue el delegado turco en el Comité de Economía y Comercio de Europa. También participó en negociaciones relacionadas con el Plan Marshall. En 1950 fue nombrado ministro plenipotenciario en París. En 1952 pasó a ocupar el puesto de embajador ante la Organización del Tratado del Atlántico Norte. Dentro de su carrera diplomática, firmó el tratado comercial entre Turquía y el Banco Mundial.
En 1954 fue elegido diputado en la Asamblea General de Turquía, y en ese mismo año pasó a ocupar simultáneamente los cargos de primer ministro y ministro de Estado, aunque a los pocos meses quedaría únicamente con la cartera de Estado, a la que se añadiría provisionalmente la de Asuntos Exteriores.
En 1957 fue confirmado oficialmente como ministro de Estado y de Exteriores, cargos que ejercería hasta 1960, formando parte del Gobierno de Menderes.
En la noche del 26 al 27 de mayo de 1960 tuvo lugar un golpe de Estado militar encabezado por Cemal Gürsel. El nuevo régimen apresó a los miembros del gobierno anterior, los cuales fueron procesados. En el caso de Zorlu, las acusaciones incluían haber promovido los tumultos antigriegos de 1955 para dificultar un posible acuerdo con Grecia respecto de Chipre. Como consecuencia del proceso, Zorlu sería condenado a muerte y ejecutado.